# Hajer Mustapha
Hajer Mustapha (Lyon, 17 de junio de 1994) es una deportista francesa que compite en taekwondo. Ganó dos medallas en el Campeonato Europeo de Taekwondo, oro en 2014 y bronce en 2016, ambas en la categoría de –46 kg.

## Palmarés internacional
| Campeonato Europeo | Campeonato Europeo | Campeonato Europeo | Campeonato Europeo |
| Año                | Lugar              | Medalla            | Categoría          |
| ------------------ | ------------------ | ------------------ | ------------------ |
| 2014               | Bakú (Azerbaiyán)  | Medalla de oro     | –46 kg             |
| 2016               | Montreux (Suiza)   | Medalla de bronce  | –46 kg             |